# Dave Mason (álbum)
Dave Mason es el quinto álbum de estudio del músico inglés del mismo nombre, publicado en octubre de 1974 por Columbia Records.

## Grabación y contenido
Las sesiones de grabación del álbum tuvieron lugar en Sound Labs, un estudio ubicado en Hollywood, California. Mason produjo el álbum mientras que Al Schmitt se desempeñó como ingeniero de audio y mezclas. Una vez completas las sesiones de grabación, Arnie Acosta masterizó el álbum en The Mastering Lab, en Hollywood, California. Dave Mason contenía nueve canciones. Muchos de los temas del álbum eran nuevas grabaciones, incluyendo «It Can't Make Any Difference to Me», que fue escrita por Lane Tietgen. Seis de las canciones fueron escritas por el propio Mason, incluyendo el tema con tintes country «Every Woman—ls cual hizo una aparición acústica por primera vez en It's Like You Never Left. También incluía interpretaciones de «All Along the Watchtower» de Bob Dylan y «Bring It On Home to Me» de Sam Cooke.

## Recepción de la crítica
Un escritor no especificado de la revista Cash Box la consideró “un LP sólido”, y añadió: “Como de costumbre, el concepto único de Dave de síncopa y esquemas rítmicos forman la base para mostrar sus letras introspectivas”.

## Lista de canciones
Todas las canciones escritas y compuestas por Dave Mason, excepto donde esta anotado.
Lado uno
1. «Show Me Some Affection» – 4:18
2. «Get Ahold on Love» – 2:45
3. «Every Woman» – 3:01
4. «It Can't Make Any Difference to Me» (Lane Tietgen) – 2:17
5. «All Along the Watchtower» (Bob Dylan) – 4:03

Lado dos
1. «Bring It On Home to Me» (Sam Cooke) – 2:55
2. «Harmony & Melody» – 3:35
3. «Relation Ships» – 5:02
4. «You Can't Take It When You Go» – 4:08

## Créditos y personal
Créditos adaptados desde las notas de álbum de Dave Mason.
The Melons
- Dave Mason – guitarra, voz principal
- Mike Finnigan – teclados, coros
- Bob Glaub – bajo eléctrico
- Rick Jaeger – batería
- Jim Krueger – guitarra, coros, voz principal en «Bring It On Home to Me»

Personal técnico
- Dave Mason – productor, arreglos, diseño
- Al Schmitt – ingeniero de audio, mezclas
- Linda Tyler – ingeniera asistente
- Arnie Acosta  – masterización
- Mike Finnigan – arreglos
- Nick DeCaro – arreglos de cuerdas
- Harry Bluestone – concertino
- Lorrie Sullivan – fotografía, diseño

## Posicionamiento
| Gráfica (1974)                            | Pico de posición |
| ----------------------------------------- | ---------------- |
| Canadá (RPM Top Albums)                   | 31               |
| Estados Unidos (Billboard Top LPs & Tape) | 25               |

## Certificaciones y ventas
| País                                                     | Certificación | Ventas   |
| -------------------------------------------------------- | ------------- | -------- |
| Estados Unidos (RIAA)                                    | Oro           | 500 000* |
| *cifras de ventas basadas únicamente en la certificación |               |          |